# Meretnebtej
Meretnebtej byla manželkou faraona Sahurea, který byl druhým vládcem 5. dynastie. Zprvu egyptologové tuto královnu znali pod jménem Neferetchanebtej. Ale později, po nálezu dalších nápisů s královniným jménem, se ukázalo, že původně bylo její jméno čteno špatně, neboť poprvé bylo identifikováno pouze na fragmentu objeveného nápisu. Ji samotnou a její syny známe především díky zlomkům reliéfů z Sahureova zádušního chrámu.

## Tituly
- ta, jež vidí Hora a Sutecha[2][5]
- velmi chválená[2][5]
- ta, jež sedí v přítomnosti Hora[2][5]
- králova manželka[2][5]
- jeho milovaná[2][5]